# Figi ai Giochi della XXIV Olimpiade
Le Figi parteciparono ai Giochi della XXIV Olimpiade, svoltisi a Seul, Corea del Sud, dal 17 settembre al 2 ottobre 1988, con una delegazione di 23 atleti impegnati in cinque discipline.